# Wulfstan il Cantore
Wulfstan il Cantore (960 circa – Winchester, 22 luglio ...) è stato un monaco cristiano e scrittore anglosassone, autore di diverse opere agiografiche.

## Biografia
Ci sono giunte poche fonti riguardanti la vita di Wulfstan. All'interno di un poema da lui scritto, la Narratio metrica de Sancto Swithuno, egli afferma che quando assistette alla canonizzazione di san Svitino di Winchester, che avvenne nel 971, era appena un preadolescente. Secondo diversi storici, Wulfstan nacque dunque intorno al 960 e già in tenera età fu affidato ai monaci della cattedrale di Winchester, venendo istruito dallo stesso abate, san Æthelwold di Winchester, di cui successivamente scriverà un'agiografia, considerata il suo capolavoro. Non appena divenne un monaco, Wulfstan fu anche nominato, per le sue abilità poetiche, precentore dell'abbazia, il che gli valse il soprannome di "il Cantore". Oltre a occuparsi delle attività corali e musicali, Wulfstan divenne anche uno scriba e si impegnò nella scrittura di diverse agiografie. Gli annali dell'abbazia di Winchester riportano soltanto il giorno in cui Wulfstan spirò, il 22 luglio, ma non l'anno; tuttavia, la sua ultima opera, Vita Sancti Aethelwoldi, è datata 996 e dunque gli storici moderni sono propensi nel fissare la sua data di morte intorno ai primi anni del XI secolo. 

## Opere

### Vita Sancti Aethelwoldi
L'opera più conosciuta di Wulfstan è sicuramente Vita Sancti Aethelwoldi, un'agiografia che tratta della vita e dei miracoli di sant'Æthelwold, vescovo di Winchester dal 963 al 984. Lunga 46 capitoli, la Vita Sancti Aethelwoldi fu scritta uilizzando una sintassi complessa ed estremamente pomposa, in linea con il gusto della letteratura agiografica del tempo. L'opera fu ufficialmente presentata presso la cattedrale di Winchester il 10 settembre 996, data della canonizzazione dello stesso vescovo Æthelwold.
Nonostante sia considerata il capolavoro di Wulfstan, la Vita Sancti Aethelwoldi  non contiene alcuna dichiarazione di paternità, tuttavia diverse fonti riportano che il testo fu scritto da Wulfstan. Lo stesso cantore anglosassone cita all'interno dell'opera Narratio metrica de Sancto Swithuno diversi paragrafi tratti dalla Vita Sancti Aethelwoldi e autori quali Guglielmo di Malmesbury attribuiscono ufficialmente lo scritto a Wulfstan. 
La Vita si apre con un primo capitolo proemiale, nel quale Wulfstan spiega che l'opera fu scritta per raccogliere tutti i miracoli effettuati da sant'Æthelwold, invitando i suoi lettori a pregarlo per mettersi in contatto con Dio. Lo stile lessicale e formale della Vita di Wulfstan richiama chiaramente a diverse opere agiografiche precedenti. Nonostante sia uno un'opera scritta in prosa, lo stile richiama chiaramente quello del poema di Lantfredo di Winchester Translatio et miracula Sancti Swithuni, il quale fu molto elogiato e apprezzato dal cantore anglosassone, e quello dell'opera di Beda il Venerabile Vita Sancti Cuthberti, scritto redatto in prosa e composto proprio da 46 capitoli. Inoltre, diversi miracoli descritti all'interno della Vita sembrano rievocare quelli narrati nella Vita Sancti Martini da Sulpicio Severo. 

### Narratio metrica de Sancto Swithuno
Il poema Narratio metrica de Sancto Swithuno è la traduzione in esametri dell'opera di Lantfredo di Winchester Translatio et miracula Sancti Swithuni, scritta nel 975. Lo scritto fu composto tra il 992 e il 994, ma venne ulteriormente ampliato nel 996, anno in cui Wulfstan aggiunse due capitoli tratti dalla Vita Sancti Aethelwoldi all'opera. La Narratio metrica de Sancto Swithuno fu scritta in 3386 versi ed è pertanto il poema latino della letteratura anglosassone più lungo che ci sia mai pervenuto. L'opera descrive l'assunzione in cielo di san Svitino di Winchester in seguito alla sua canonizzazione. Inoltre, diversi studiosi ritengono che la leggenda meteorologica britannica secondo la quale se piove il 15 luglio, giorno di san Svitino, pioverà per i successivi 40 giorni possa trovare origine proprio nel poema redatto da Wulfstan. 

### Breuiloquium de omnibus sanctis
Il Breuiloquium de omnibus sanctis è un poema in esametri composto verso la fine del X secolo e risulta essere l'unica opera la cui paternità di Wulfstan è certa. Il Breuiloquium de omnibus sanctis è composto da 669 esametri preceduti da un prologo di 20 versi scritto in distici epanalettici e da un epilogo lungo 27 esametri. Il poema è la versione metrica del Legimus in ecclesiasticis historiis, un sermone carolingio molto diffuso all'epoca di Wulfstan e redatto da un anonimo in occasione della festa di Ognissanti. L'opera esordisce nel prologo con la descrizione della consacrazione del Pantheon alla Madonna da parte di papa Bonifacio IV, per poi proseguire con un elenco di tutti i santi più importanti commemorati il primo di novembre e dei miracoli da loro effettuati. 

### De tonorum harmonia
De tonorum harmonia, noto anche come Breuiloquium super musica, è un'opera perduta di Wulfstan, la cui esistenza e il cui contenuto sono riportati nel De musica, trattato del XV secolo redatto da un anonimo. L'autore del De musica cita l'opera del cantore anglosassone per ben quattro volte, affermando che il De tonorum harmonia era un famoso trattato che si occupava di teoria musicale. Sebbene esso sia ormai perduto, il De tonorum harmonia di Wulfstan è l'unica opera conosciuta in tutta della  letteratura anglosassone che tratta di teoria della musica. 

### Opere minori
Wulfstan è inoltre conosciuto per aver scritto diversi inni e preghiere, specialmente legate al culto di sant'Æthelwold. Molti dei suoi componimenti sono andati perduti, tuttavia alcuni sono ancora conservati all'interno del Tropario di Winchester. 

## Influenza sulle opere successive
Gli scritti di Wulfstan ebbero un enorme successo tra i suoi contemporanei e godettero di un'ampia diffusione in tutta l'Inghilterra medievale. In particolare, la Vita Sancti Aethelwoldi fu il testo che ebbe la maggiore influenze sulla letteratura agiografica successiva e gli studiosi. 
Essa ispirò infatti molto probabilmente la Vita Sancti Aethelwoldi di Aelfric il grammatico. L'opera, scritta in 29 capitoli, sarebbe stata redatta nel 1006, tuttavia gli studiosi non sono del tutto concordi nell'affermare che sia stato lo scritto di Wulfstan a influenzare Aelfric e non il contrario. Ad ogni modo, i riferimenti temporali e i continui rimandi stilistici all'opera di Wulfstan suggeriscono che sia stata la Vita del cantore anglosassone ad aver influenzato l'opera di Aelfric e non il viceversa. 
Oltre ad Aelfric, molti altri agiografi attinsero alla Vita Sancti Aethelwoldi come fonte o presero ispirazione da questa. Le opere di Gozzelino di San Bertino, il quale scrisse sul finire dell'XI secolo, contengono continui riferimenti alla Vita di Wulfstan, mentre il monaco Oderico Vitale, vissuto tra il 1075 e il 1142 scrisse breve libro dedicato alla vita di sant'Æthelwold ispirandosi esplicitamente allo scritto di Wulfstan. Nel XII secolo, fu invece scritto da un anonimo il Libellus Aethelwoldi, opera che, come il Chronicon monasterii de Abingdon, presenta continui rimandi alla Vita del precentore anglosassone, mente la Cronaca di Peterborough, una delle versioni più famose della  Cronaca anglosassone, ha incorporato diversi capitoli della Vita Sancti Aethelwoldi. Verso la fine del XV secolo, venne invece pubblicato il Leggendario Inglese Meridionale, un ampio catalogo dedicato ai più importanti santi inglesi e in cui la sezione dedicata a sant'Æthelwold riecheggia dello stile e del contenuto dell'opera di Wulfstan.